# Società Sportiva LVPA Frascati 1979-1980
Questa voce raccoglie le informazioni riguardanti la Società Sportiva LVPA Frascati  nelle competizioni ufficiali della stagione 1979-1980.